# Communauté de communes du Val d'Avre
La communauté de communes du Val d'Avre est une ancienne communauté de communes française, située dans les départements de l'Eure et d'Eure-et-Loir et dans les régions Centre-Val de Loire et Normandie.

## Historique
- 2003: création de la communauté de communes
- 2014: La communauté d'agglomération du Pays de Dreux a remplacé Dreux agglomération, les communautés de communes de Val d'Eure et Vesgre, des Villages du Drouais, du Val d'Avre, du Thymerais, du Plateau de Brezolles et de la commune d'Ormoy

## Composition
Elle est composée des communes suivantes :
| Commune                    | Population 1999 | Code postal | Code INSEE |
| -------------------------- | --------------- | ----------- | ---------- |
| Bérou-la-Mulotière         | 298             | 28270       | 28037      |
| Dampierre-sur-Avre         | 611             | 28350       | 28124      |
| Nonancourt                 | 2 320           | 27320       | 27438      |
| Saint-Lubin-des-Joncherets | 4 355           | 28350       | 28348      |
| Saint-Rémy-sur-Avre        | 3 553           | 28380       | 28359      |

## Compétences
- Action de développement économique
- Aménagement de l'espace communautaire
- Protection et mise en valeur de l'environnement
- Acquisition en commun de matériel
- Activités culturelles ou socioculturelles, sociales, sanitaires et sportives
- Construction, entretien, fonctionnement d'équipements culturels et sportifs et d'équipements préélémentaires et élémentaires
- Tourisme

## Sources
- le splaf - (Site sur la Population et les Limites Administratives de la France)
- La base aspic - (Accès des Services Publics aux Informations sur les Collectivités)